# 225 a.C.
Il 225 a.C. (CCXXV a.C. in numeri romani) è un anno  del III secolo a.C.

## Eventi
- Battaglia di Faesulae, i Romani sono sconfitti dai Celti dell'Italia settentrionale.
- Battaglia di Talamone, i Romani sconfiggono i Celti dell'Italia settentrionale.
- I Romani guidati dal console Lucio Emilio Papo, nella località di "Campo Regio" sconfiggono i Galli Boi.
- Seleuco III Cerauno succede al padre Seleuco II Callinico sul trono della dinastia seleucide.
- Eratostene di Cirene calcola la circonferenza della Terra e inventa la sfera armillare
- Apollonio di Perga scrive la sua opera Sulle sezioni coniche e introduce i nomi di ellisse, parabola e iperbole.
- Cina - Il regno di Qin conquista il regno di Wei.

## Morti
- Aneroesto, re gallico
- Gaio Atilio Regolo, romano